# Hippeastrum elegans
Hippeastrum elegans é uma espécie de planta com flor. É nativa da América Central e do Sul, da Costa Rica ao Brasil.